# Апостольский нунций на Соломоновых Островах
Апостольский нунций на Соломоновых Островах — дипломатический представитель Святого Престола на Соломоновых Островах. Данный дипломатический пост занимает церковно-дипломатический представитель Ватикана в ранге посла. Апостольская нунциатура на Соломоновых Островах была учреждена на постоянной основе 18 января 1985 года.
В настоящее время Апостольским нунцием на Соломоновых Островах является архиепископ Маурицио Брави, назначенный Папой Франциском 15 января 2025 года.

## История
Апостольская делегатура Папуа — Новой Гвинеи и Соломоновых Островов была учреждена 1 декабря 1975 года, бреве Cum in Oceania папы римского Павла VI, с резиденцией в Порт-Морсби. 
7 марта 1977 года, Апостольская делегатура изменила свое название на Апостольская делегатура Западных и Южных Соломоновых Островов, бреве Quo aptius того же Папы Павла VI.
Апостольская нунциатура на Соломоновых Островах была учреждена 18 января 1985 года, бреве Ut fert probata Папы Иоанна Павла II. Однако апостольский нунций не имеет официальной резиденции на Соломоновых Островах, в его столице Хониаре и является апостольским нунцием по совместительству, эпизодически навещая страну. Резиденцией апостольского нунция на Соломоновых Островах является Порт-Морсби — столица Папуа — Новой Гвинеи.

## Апостольские нунции на Соломоновых Островах

### Апостольские делегаты
- Андреа Кордеро Ланца ди Монтедземоло — (5 апреля 1977 — 25 октября 1980 — назначен апостольским нунцием в Гондурасе и Никарагуа);
- Франческо Де Ниттис — (7 марта 1981 — 24 января 1985 — назначен апостольским нунцием в Сальвадоре).

### Апостольские нунции
- Антонио Мария Вельо — (27 июля 1985 — 21 октября 1989 — назначен апостольским нунцием в Гвинее-Бисау, Кабо-Верде, Мали и Сенегале и апостольским делегатом в Мавритании);
- Джованни Чейрано — (15 января 1990 — 20 августа 1992 — назначен апостольским нунцием в Дании, апостольским нунцием в Исландии, Норвегии, Финляндии и Швеции);
- Рамиро Молинер Инглес — (2 января 1993 — 10 мая 1997 — назначен апостольским нунцием в Гватемале);
- Ганс Швеммер — (9 июля 1997 — 1 октября 2001, до смерти);
- Адольфо Тито Ильяна — (5 февраля 2002 — 31 марта 2006 — назначен апостольским нунцием в Пакистане);
- Франсиско Монтесильо Падилья — (1 апреля 2006 — 10 ноября 2011 — назначен апостольским нунцием в Танзании);
- Санто Рокко Ганджеми — (27 января 2012 — 16 апреля 2013, в отставке);
- Майкл Уоллес Банак — (16 апреля 2013 — 19 марта 2016 — назначен апостольским нунцием в Сенегале и апостольским делегатом в Мавритании).
- Куриан Матфей Ваялункал — (21 сентября 2016 — 1 января 2021 —назначен апостольским нунцием в Алжире);
- Фермин Эмилио Соса Родригес — (31 марта 2021 — 17 ноября 2023 — назначен апостольским нунцием в Боливии);
- Мауро Лалли — (14 мая 2024 — 15 января 2025, в отставке);
- Маурицио Брави — (15 января 2025 — по настоящее время).